# Ichigo Miruku
Ichigo Miruku (苺 みるく (Môi Mĩ-Nguyệt-Không) 2 tháng 2 năm 1981 – tháng 10 năm 2012) là một nữ diễn viên khiêu dâm người Nhật Bản. Tên của cô cũng đôi khi được viết là Ichigo Milk. Cô thuộc về công ti T-Powers (TPJ). Cô sinh ra tại Hokkaidō.

## Sự nghiệp
25/12/2000, cô ra mắt ngành phim khiêu dâm với hãng phim "Sukidesu". Tên diễn của cô có nguồn gốc từ món kakigōri.
Trong một buổi phỏng vấn, cô nói "Lần đầu quan hệ tình dục của tôi là với bạn trai lớn hơn 3 tuổi khi tôi 16 tuổi", "Trước khi vào ngành, tôi đã làm việc ở một câu lạc bộ tạp kỹ và đã được săn tìm ở đó" và "vào thời điểm tôi vào ngành, tôi đã quan hệ với 10 người, và đã không quan hệ tình dục trong 2 năm trước đó".
Năm 2001, cô nhận giải Nữ diễn viên xuất sắc nhất tại Adult Video GRANDPRIX. Cô đã xuất hiện trong các video của KUKI Group cho đến giữa năm 2002, và từ cuối năm đó cô bắt đầu xuất hiện trong các phim của MOODYZ.
13/7/2005, cô đã cố gắng tự tử. Ngay sau đó vào ngày 20/7, một lệnh tìm kiếm nhà cửa đối với cô được ban hành, và cô được giữ lại ở bãi đỗ xe của một cửa hàng tiện lợi ở Fujiyoshida, Yamanashi bởi sở cảnh sát Fujiyoshida. Vào cuối năm đó, cô bắt đầu đóng phim với hãng CROSS vừa được thành lập vào cùng năm.
Tháng 12/2008, cô nghỉ việc nữ diễn viên khiêu dâm.
Tháng 10/2012, cô tự tử tại nhà riêng ở Nakano, Tokyo. Cô lúc đó 31 tuổi.